# Philaethria dido
Espèce
Philaethria dido est un lépidoptère appartenant à la famille des Nymphalidae, à la sous-famille des Heliconiinae et au genre Philaethria.

## Dénomination
Philaethria dido a été nommé par Carl von Linné en 1763.
Synonymes : Papilio dido Linnaeus, 1763 ; Metamorpha dido  Godman et Salvin, [1881]

### Noms vernaculaires
Philaethria dido se nomme Scarce Bamboo Page en anglais et heliconino bambu en espagnol.

### Sous-espèces
- Philaethria dido dido
- Philaethria dido choconensis Constantino, 1999 ; dans l'ouest de la Colombie[1].

## Description

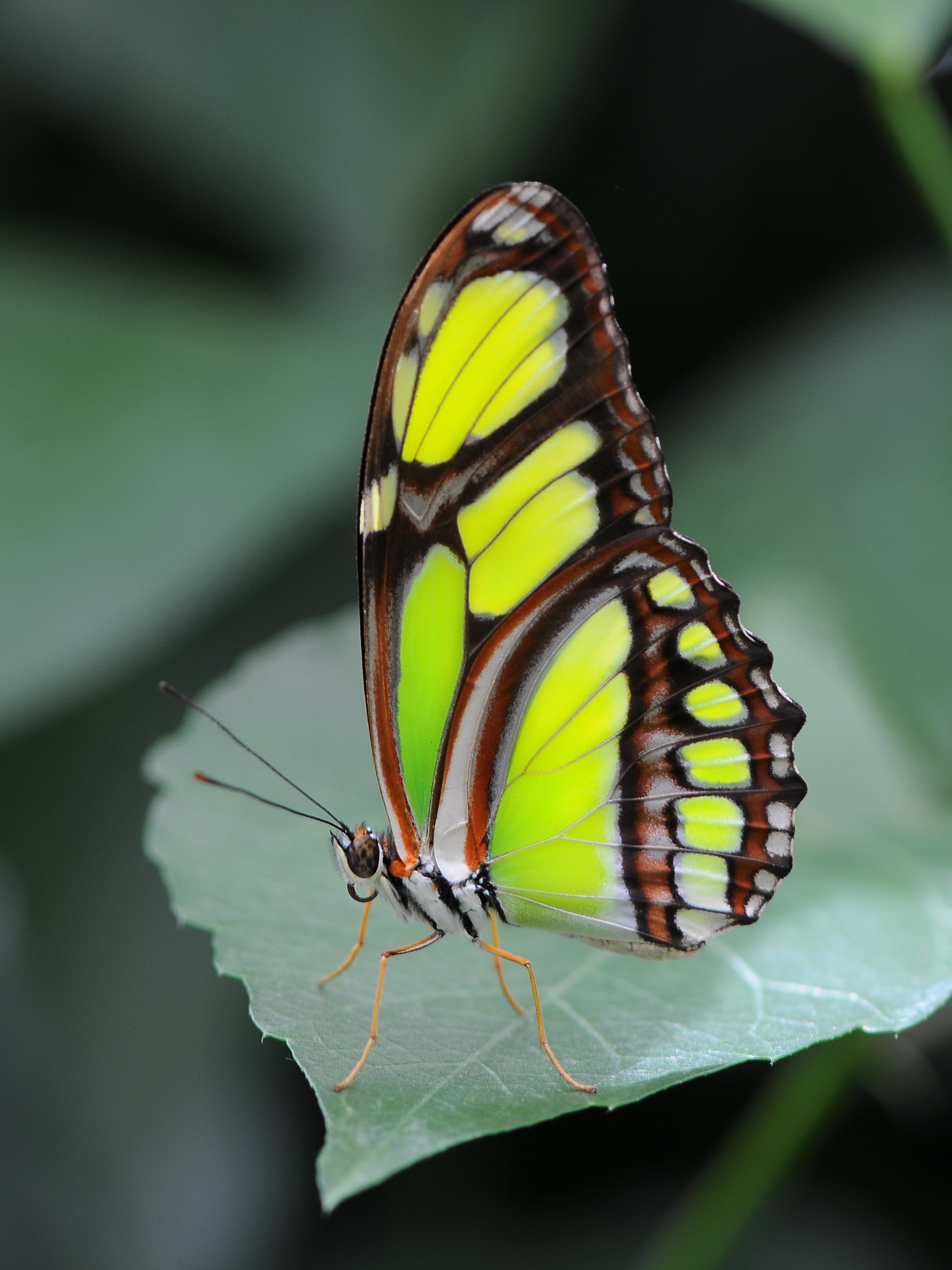
revers

C'est un très grand papillon dont l'envergure peut atteindre 11 cm. Ses ailes, très allongées, sont de couleur noire avec de grandes taches ovales vertes translucides symétriques.
Le revers présente les mêmes marques vertes sur un fond marron.

### Chenille
La tête est munie de deux grandes antennes, le corps blanchâtre à taches noires présentes des scolies sur des formations marron.

## Biologie

### Période de vol et hivernation
Au Mexique il vole de juin à décembre.

### Plantes hôtes
Les plantes hôtes sont des Passiflora ou passiflores, Passiflora vitifolia, Passiflora edulis et Passiflora ambigua.

## Écologie et distribution
Il réside dans le sud du Mexique, en Amérique centrale et dans le bassin amazonien.
Il est rarement présent sur les bords du rio Grande, dans le sud du Texas.

### Biotope
Son habitat est la forêt tropicale où il se tient dans la canopée.

## Philatélie
Ce papillon figure sur une émission de Cuba de 1989 (valeur faciale : 1 c.).